# Ernestiopsis erigonopsidis
Ernestiopsis erigonopsidis là một loài ruồi trong họ Tachinidae.